# مالج

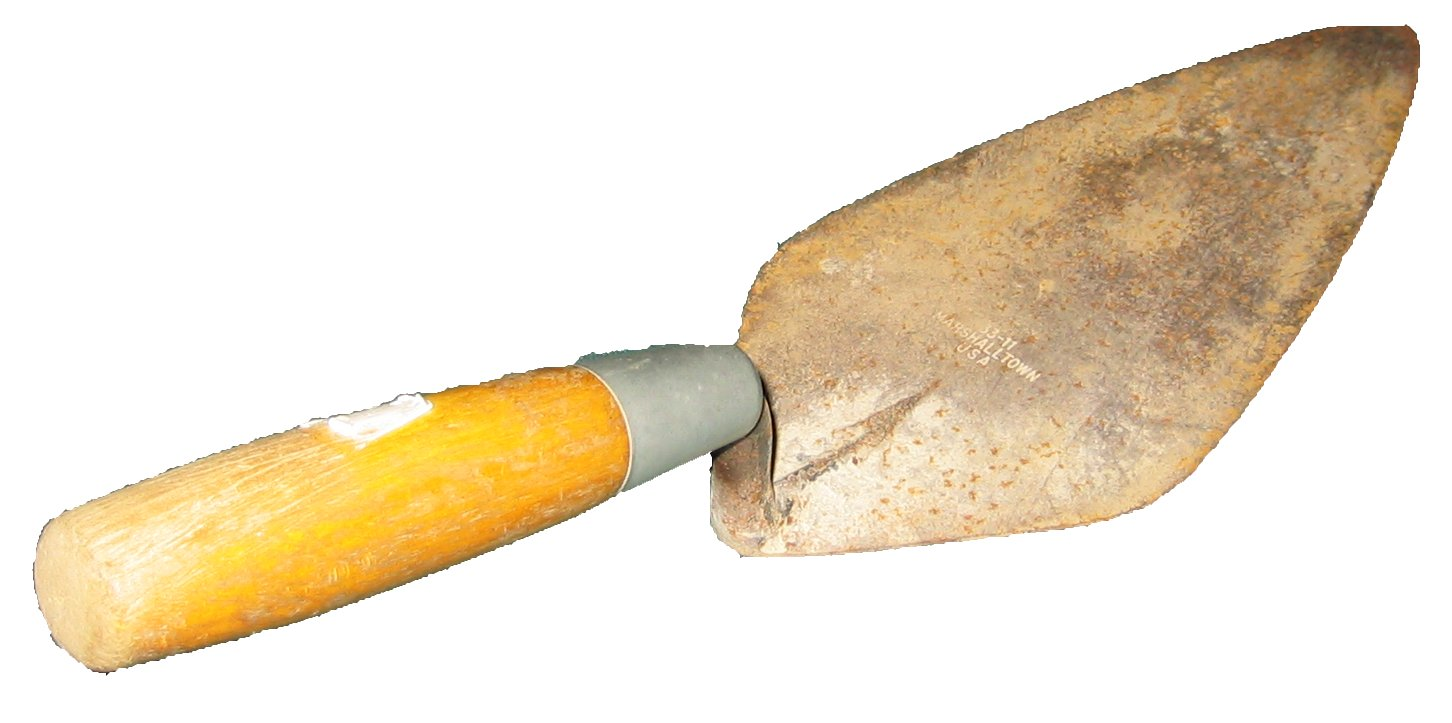
مالَج البنّاء

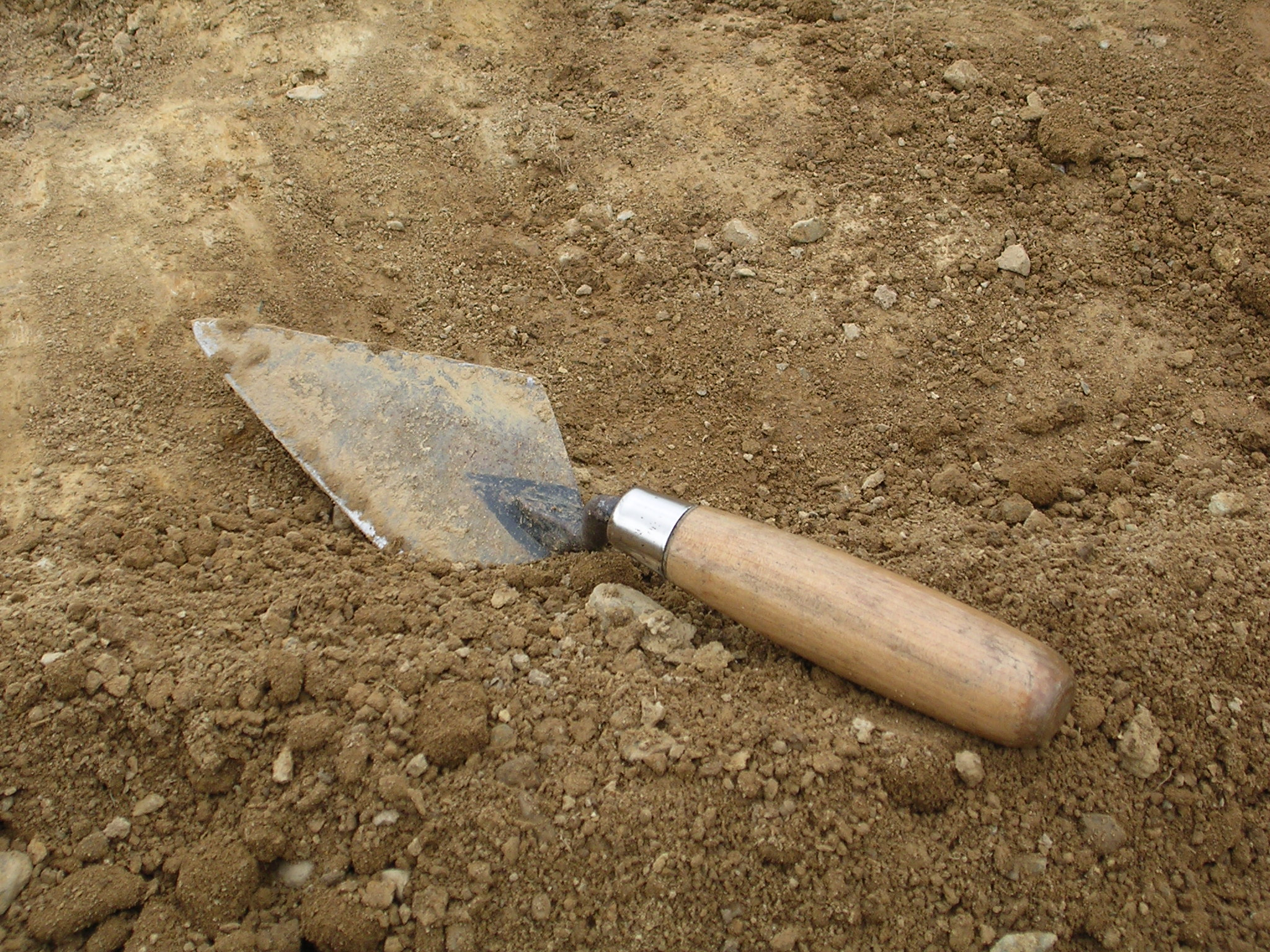
مالَج ذو رأس حاد تستخدم في التنقيب عن الآثار

المَالَج أداةٌ يدوية صغيرة تستخدم في حفر أو وضع أو تنعيم أو نقل كميات صغيرة من المواد اللزجة أو الجُسيْميّة. تشمل الأصناف متعددة، على سبيل المثال منها ما يُستخدم في البناء ومنها في الحديقة. أمَّا المالَج الآليّ فهي أداة يعمل بالوقود أو بالكهرباء مع مجاذيف دوارة تستخدم لإنهاء الأرضيات الخرسانية.

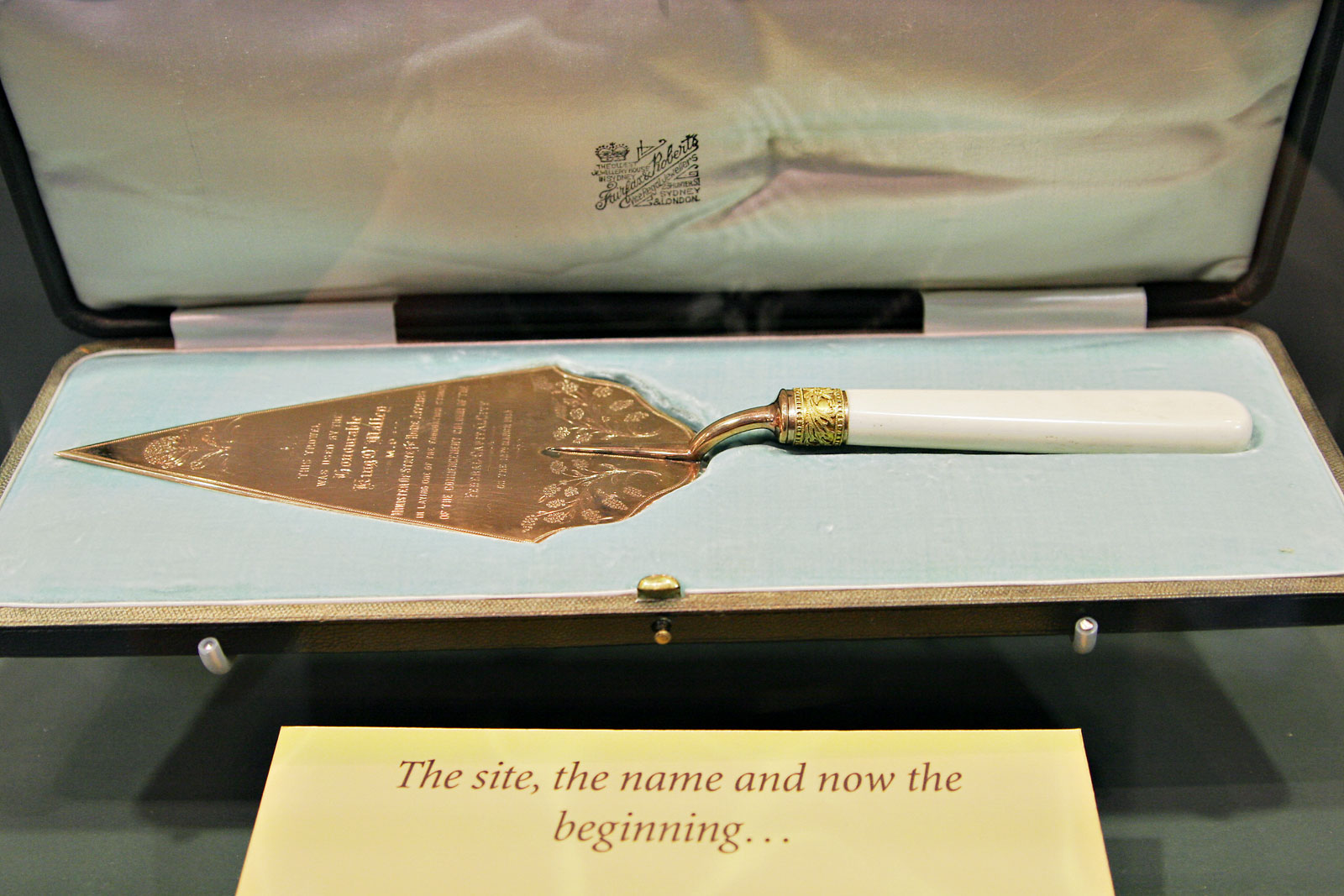
مالَج البناء الاحتفالية المستخدمة في وضع أحد أحجار الأساس لعمود البدء في العاصمة الفيدرالية كانبيرا في عام 1913

## التأثيل
المالج والمالق تعريب لكلمة ماله الفارسية وعربية المِسيعة والمِملط.